# 1. Deild 1998
L'edizione 1998 della 1. deild vide la vittoria finale del HB Tórshavn.

## Classifica finale
|    | Classifica      | G  | V  | N | P  | GF | GS | Dif | Pt |
| -- | --------------- | -- | -- | - | -- | -- | -- | --- | -- |
| 1  | HB Tórshavn     | 18 | 14 | 3 | 1  | 57 | 19 | 38  | 45 |
| 2  | KÍ Klaksvík     | 18 | 11 | 5 | 2  | 54 | 24 | 30  | 38 |
| 3  | B36 Tórshavn    | 18 | 11 | 4 | 3  | 59 | 24 | 35  | 37 |
| 4  | GÍ Gøta         | 18 | 8  | 4 | 6  | 48 | 30 | 18  | 28 |
| 5  | NSÍ Runavík     | 18 | 8  | 4 | 6  | 37 | 28 | 9   | 28 |
| 6  | B68 Toftir      | 18 | 6  | 4 | 8  | 39 | 39 | 0   | 22 |
| 7  | VB Vágur        | 18 | 5  | 6 | 7  | 27 | 40 | -13 | 21 |
| 8  | ÍF Fuglafjørður | 18 | 1  | 8 | 9  | 25 | 47 | -22 | 11 |
| 9  | Sumba           | 18 | 2  | 3 | 13 | 18 | 73 | -55 | 9  |
| 10 | TB Tvøroyri     | 18 | 1  | 5 | 12 | 21 | 61 | -40 | 8  |

### Spareggio
Lo spareggio tra la penultima di 1. deild e la seconda di 2. deild fu vinto dal Sumba, che conservò il posto nella massima divisione.
| Data            | Squadra #1 | Risultato | Squadra #2 |
| --------------- | ---------- | --------- | ---------- |
| 10 ottobre 1998 | Leirvík ÍF | 2-1       | Sumba      |
| 18 ottobre 1998 | Sumba      | 2-0       | Leirvík ÍF |

### Verdetti
- HB Tórshavn campione delle Isole Fær Øer 1998 e qualificato alla UEFA Champions League 1999-00
- B36 Tórshavn qualificato alla Coppa UEFA 1999-00
- KÍ Klaksvík qualificato alla Coppa UEFA 1999-00 (finalista della Coppa delle Isole Fær Øer, vinta dall'HB Tórshavn, già qualificato per la Champions League)
- GÍ Gøta qualificato alla Coppa Intertoto 1999
- TB Tvøroyri retrocesso in 2. deild